# Hydrillodes uliginosalis
Hydrillodes uliginosalis är en fjärilsart som beskrevs av Achille Guenée 1854. Hydrillodes uliginosalis ingår i släktet Hydrillodes och familjen nattflyn. Inga underarter finns listade i Catalogue of Life.